# Lorenzo Tassi
Lorenzo Tassi (Bovezzo, 12 februari 1995) is een Italiaans voetballer die bij voorkeur als offensieve middenvelder speelt. Hij verruilde in augustus 2011 Brescia voor Internazionale.

## Clubcarrière
Tassi maakte op 22 mei 2011 zijn debuut in de Serie A in het shirt van Brescia. Daarmee speelde hij die dag vijftien minuten tegen ACF Fiorentina. Op 31 augustus 2011 nam Internazionale Tassi over.

## Interlandcarrière
Tassi kwam uit voor diverse Italiaanse jeugdelftallen. 